# Список умерших в 905 году
В этой статье представлен список известных людей, умерших в 905 году.
См. также: Категория:Умершие в 905 году

## Февраль
- 6 февраля — Адальберт[нем.] — епископ Миндена (902—905)

## Март
- 17 марта — Ли Юй[англ.] — принц и кронпринц (897—900) империи Тан, старший сын императора Чжао-цзуна; убит

## Июль
- 5 июля
  - Ванг Пу[англ.] — канцлер Китая; убит по приказу Тай-цзу
  - Дугу Сунь[англ.] — канцлер Китая; убит по приказу Тай-цзу
  - Куи Юань[англ.] — канцлер Китая; убит по приказу Тай-цзу
  - Лу И[англ.] — канцлер Китая; убит по приказу Тай-цзу
  - Пэй Шу[англ.] — канцлер Китая; убит по приказу Тай-цзу

## Декабрь
- 24 декабря — Ян Ксингми[англ.] — военный губернатор Китая

## Дата неизвестна или требует уточнения
- Аль-Баззар — хафиз и хадисовед из Басры.
- Гаи Юй[англ.] — крупный чиновник Китая в последние годы династии Тан
- Ду Хун[англ.] — военный губернатор Китая (район Уханя) (886—905); побеждён и казнён Ян Синми
- Пэй Чжи[англ.] — канцлер Китая (900—903); принуждён к самоубийству
- Родри ап Хивайд — король Диведа (904—905), последний представитель династии Десси; погиб в битве при Арвистли

| ← в 904 году | Список умерших в 905 году | в 906 году → |